# Grand Prix Formule 1 van België 1950
De Grand Prix Formule 1 van België 1950 werd gehouden op 18 juni op het circuit van Spa-Francorchamps in Stavelot. Het was de vijfde race van het seizoen.

## Uitslag
| Pos. | Nr. | Coureur               | Constructeur | Rondes | Tijd / Oorzaak uitval | Grid | Punten |
| ---- | --- | --------------------- | ------------ | ------ | --------------------- | ---- | ------ |
| 1    | 10  | Juan Manuel Fangio    | Alfa Romeo   | 35     | 2:47:26               | 2    | 8      |
| 2    | 12  | Luigi Fagioli         | Alfa Romeo   | 35     | + 14                  | 3    | 6      |
| 3    | 14  | Louis Rosier          | Talbot       | 35     | + 2:19                | 8    | 4      |
| 4    | 8   | Giuseppe Farina       | Alfa Romeo   | 35     | + 4:05                | 1    | 4S     |
| 5    | 4   | Alberto Ascari        | Ferrari      | 34     | + 1 Ronde             | 7    | 2      |
| 6    | 2   | Luigi Villoresi       | Ferrari      | 33     | + 2 Rondes            | 4    |        |
| 7    | 22  | Pierre Levegh         | Talbot       | 33     | + 2 Rondes            | 10   |        |
| 8    | 24  | Johnny Claes          | Talbot       | 22     | + 3 Rondes            | 14   |        |
| 9    | 26  | Geoffrey Crossley     | Alta         | 30     | + 5 Rondes            | 12   |        |
| 10   | 30  | Antonio Branca        | Maserati     | 29     | + 6 Rondes            | 11   |        |
| DNF  | 20  | Eugène Chaboud        | Talbot       | 22     | Oliepijp              | 13   |        |
| DNF  | 6   | Raymond Sommer        | Talbot       | 20     | Oliedruk              | 5    |        |
| DNF  | 16  | Philippe Étancelin    | Talbot       | 15     | Oververhitting        | 6    |        |
| DNF  | 18  | Yves Giraud Cabantous | Talbot       | 2      | Oliepijp              | 9    |        |

## Noot
- Dit was het Formule 1-Wereldkampioenschapsdebuut voor de Franse coureur Eugène Chaboud en Pierre Levegh.
- Eerste rondes als raceleider voor Raymond Sommer en voor een Franse coureur.

1925 · 1930 · 1931 · 1933 · 1934 · 1935 · 1937 · 1939 · 1947 · 1949 · 1950 · 1951 · 1952 · 1953 · 1954 · 1955 · 1956 · 1958 · 1960 · 1961 · 1962 · 1963 · 1964 · 1965 · 1966 · 1967 · 1968 · 1970 · 1972 · 1973 · 1974 · 1975 · 1976 · 1977 · 1978 · 1979 · 1980 · 1981 · 1982 · 1983 · 1984 · 1985 · 1986 · 1987 · 1988 · 1989 · 1990 · 1991 · 1992 · 1993 · 1994 · 1995 · 1996 · 1997 · 1998 · 1999 · 2000 · 2001 · 2002 · 2004 · 2005 · 2007 · 2008 · 2009 · 2010 · 2011 · 2012 · 2013 · 2014 · 2015 · 2016 · 2017 · 2018 · 2019 · 2020 · 2021 · 2022 · 2023 · 2024 · 2025 · 2026 · 2027 · 2029 · 2031